# Frida Hansen
Frederikke (Frida) Bolette Hansen, född Petersen 8 mars 1855 i Hillevåg, Stavanger, död 12 mars 1931 i Oslo, var en norsk textilkonstnär, främst känd för sina bildvävar i jugendstil. Hon beskrivs som den som slog en bro mellan norsk och europeisk vävkonst och flera av hennes kompositoner anses vara bland de bästa som skapats inom den sentida europeiska textilkonsten.
Frida Hansen är representerad på en mängd museer, bland annat på Nationalmuseum i Stockholm, Nationalmuseum i Oslo, Jugendstilsenteret i Ålesund, Drammen Museum, Stavanger Museum, KODE i Bergen, Nordiska museet i Stockholm, Victoria and Albert Museum i London och Museum für Kunst und Gewerbe i Hamburg.

## Yngre åren

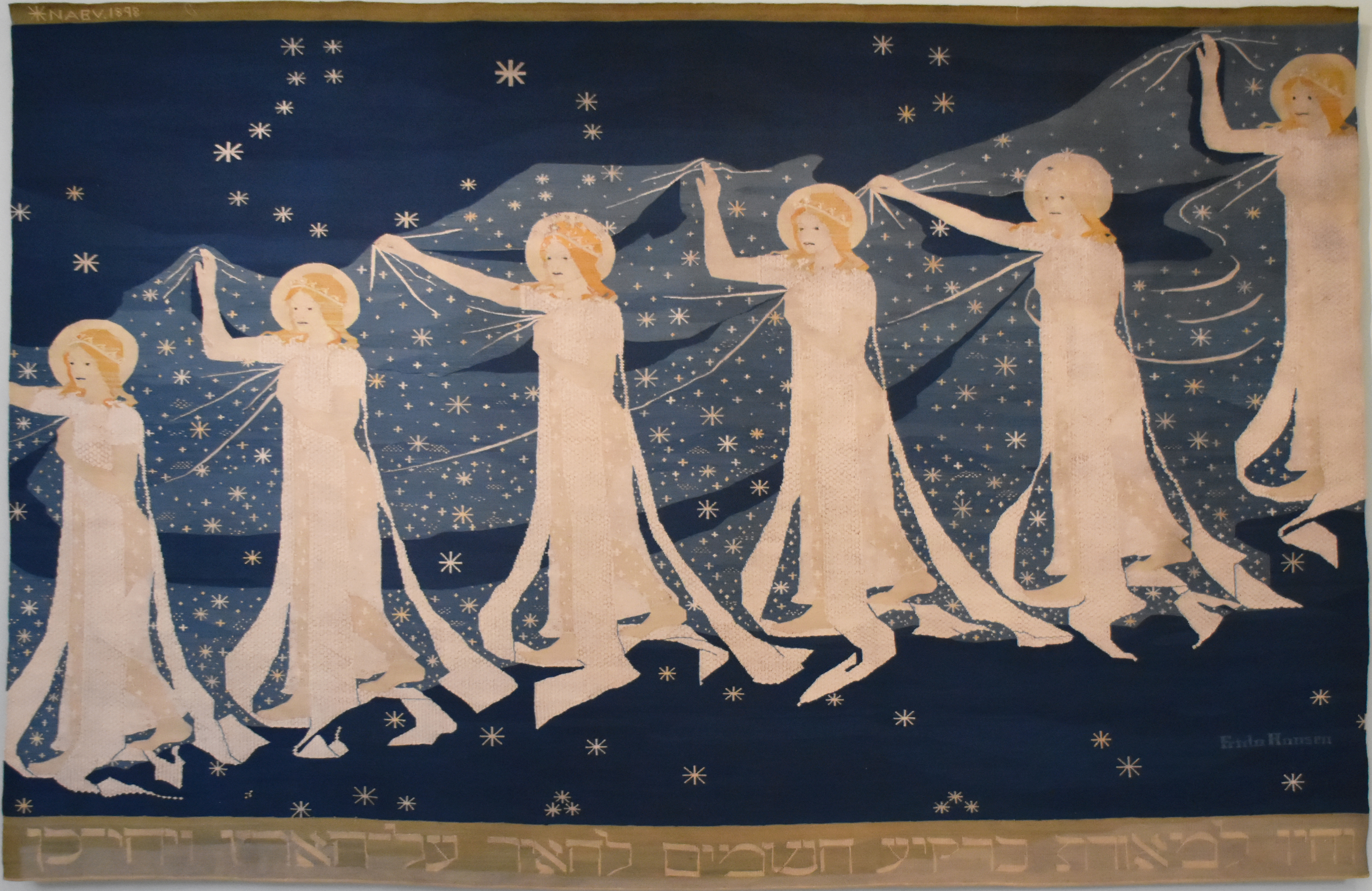
Melkeveien (Vintergatan) av Frida Hansen. 1898

Frida Hansen var dotter till Peter Sickerius Petersen (1811–1875) och Mathilde, född Helliesen (1824–1915). Fadern drev, tillsammans med sin bror Fredrik Petersen det kända handelshuset Køhler & Co, ett av de största i Stavanger. Frida och hennes två äldre systrar växte upp i Stavanger, där de bodde under vintermånaderna, medan sommarmånaderna tillbringades på familjens stora gods i Hillevåg. Familjen tillhörde Stavangers översta sociala skikt.
Frida gick i skola på Frøken Wieses flickskola, och då hon tidigt visade intresse för konst lät föräldrarna henne gå i färg- och teckningslära hos bland andra Kitty Kielland, Elisabeth Sinding och Johan J. Bennetter. Efter sin 18-årsdag skulle hon få studera utomlands men innan dess förlovade hon sig med Wilhelm Severin Hansen (1842–1919), bror till målaren Carl Sundt-Hansen och son till disponenten vid det inflytelserika handelshuset Plough & Sundt. År 1874, samma år som Wilhelm blev disponent för Plough & Sundt, gifte sig Frida och Wilhelm, och i och med att Fridas far gick bort året därpå, så tog Wilhelm också över chefskapet för handelshuset Køhler & Co. Paret flyttade in i Køhlers hus i Hillevåg, och fick två döttrar och en son, samtidigt som de byggde ut gården, startade en skola för barn till de anställda och byggde på huvudbyggnaden med en extra våning. Under denna period verkar Frida uttrycka sin konstnärlighet genom medlemskap i flera konstföreningar, men kanske främst genom trädgården på den Køhlerska egendomen, vilken hon höll öppen för allmänheten. Här planterade hon sällsynta och exotiska växter, hade voljärer med påfåglar och papegojor, och akvarium med sköldpaddor och sällsynta fiskar.
Under 1870-talet upplevde världen en stor ekonomisk kris, den så kallade långa depressionen. Stavanger var inget undantag vilket drabbade familjen Hansen. Felinvesteringar resulterade i att båda handelshusen gick i konkurs 1883, och familjen var tvungen att lämna fastigheten i Hillevåg.
Fridas mor, systern Marie och familjens tre barn flyttade till Nedre Strandgate 25 och levde på den lilla livränta som systern hade kvar, medan Wilhelm flyttade utomlands för att söka arbete i den växande gruvindustrin. Under de två första åren efter konkursen förlorade de både sin son och ena dottern och Frida började förvärvsarbeta. I folkräkningen 1885 står det att hon drev en broderiförrättning på bottenvåningen i huset på Nedre Strandgate.
Till sin verksamhet fick Frida vid ett tillfällen in en gammal norsk vävnad för reparation. Hon var bekant med gamla norska vävar, särskilt genom svågern Carl Sundt-Hansens samling, men blev ändå hänförd av det gamla hantverket. Så när feministen Randi Blehr anordnade en vävkurs i Sogn, i den gamla vävtekniken, med Kjerstina Hauglum som lärare, anslöt sig Hansen. Här lärde hon sig tekniken att väva med den traditionella stående vävstolen, något hon genast inköpte. Men innan hon kunde börja väva behövde hon garn. Det traditionella ullgarnet var tillräckligt bra, men färgerna uppfyllde inte hennes krav. Hon började därför att söka efter recept på växtfärger, en strävan som fick hennes att söka upp gamla kvinnor i Jæren och Ryfylket. När hon fått fram de tre primärfärgerna blått, rött och gult, utvecklade hon hela spektrumet, och startade sedan ett eget färgeri. Verksamheten kom sedan att organiseras, hon fick elever som hjälpte henne med vävning, och 1890 öppnade hon sin första ateljé, "Fru Hansens Atelier for haandvævde norske Tepper" i Stavanger. Två år senare, 1892, var Frida Hansen redan ett känt namn inom textilkonsten, och hon flyttade till Christiania och startade ett väveri på Tullinløkka med storskalig produktion samt ordnade vävkurser och drev konsultverksamhet.

## Utlandsstudier
Under 1890-talet utvecklade Frida Hansen sin verksamhet och konstnärliga karriär. På jakt efter ny kunskap och inspiration gjorde hon en studieresa 1895 som först tog henne till Köln och sedan Paris. Inga akademier accepterade kvinnor vid denna tid så privatutbildning var enda möjligheten för Hansen att utveckla sitt konstnärskap. I Köln gick hon på den öppna teckningsskolan och studerade tysk senmedeltida konst, en period vars estetik passade hennes vävningsstil. Vistelsen i Paris blev en betydelsefull tid för Frida på många sätt. Här tecknade hon bland annat kroki, förmodligen för den berömda konstnären Puvis de Chavannes.
Men det var inte bara vad hon gjorde som var viktigt utan kanske främst vad hon fick se. I Europa var den rådande konsten i färd med att förändras, från det nationella och traditionsbundna, till det tidigmodernistsika rörelserna med symbolism, art nouveau, jugend, japonism och impressionism. I Paris 1895 flödade den "nya stilen" och perioden så typiska dekorativa affischkonst fanns överallt i staden. På detta sätt kan vi kan anta att Frida Hansen såg verk av Eugene Grasset, Alphonse Mucha och Paul Berthon. Samma år öppnade också galleriet som senare gav perioden dess namn, Maison de l'Art Nouveau. Flera kolteckningar finns bevarade från hennes vistelse i Paris, och där finns också de första skisserna till den berömda bildväven Melkeveien (Vintergatan) som färdigställdes 1898.

## Det norska bildväveriet
1897 etablerade Frida Hansen och Randi Blehr "Norsk Aaklæde- och Billedtæppe-Væveri" (NABV), som från 1899 bytte namn till "Den norska Billedvæveri A/S" (DNB). Frida var föreståndare med över 20 anställda, Randi Blehr satt i styrelsen för aktiebolaget tillsammans med bland andra Gunnar Knudsen och Axel Heiberg, och NABV hade dessutom en konstjury med betydande medlemmar som Eilif Pettersen, Otto Sinding och Harriet Backer. Väveriet producerade inte bara Hansens vävar, utan även mönster, gobelänger och andra textila verk, förutom att de tog uppdrag från andra konstnärer.
Väveriet fick sitt stora genombrott på Bergenutställningen 1898. Utställningen var en nationell mönstring av bland annat hantverk och konsthantverk, och NABV presenterade inte mindre än 26 verk i sin utställningsmonter, med allt ifrån löpare och kuddar till Hansens stora gobeläng Melkeveien som färdigställts samma år. I väven ses sex kvinnor med gloria och lätta vita dräkter som går diagonalt över en mörkblå, stjärnbeklädd bakgrund, samtidigt som de håller upp en stjärnslöja, vår galax - Vintergatan. Längst ner avslutas motivet med ett ljusgrönt fält med den hebreiska texten ur 1:a Mosebok, vers 15: ”Og det skal være til lys på himmelhvelvingen, til å lyse over jorden. Og det ble så.” ("och de ska vara ljus på himlavalvet som lyser över jorden. Och det blev så.") "NABV och Frida Hansen fick guldmedalj vid utställningen i Bergen.

## Transparenstekniken
Den 2 november 1897 fick Frida Hansen beviljat ett patent på den så kallade transparenstekniken. Denna teknik har så kallad öppen ornamentik, det vill säga mönstret skapas med inslag av öppna varptrådar. De områden där dessa vertikala varptrådar framträder lyser ljuset igenom och skapar en speciell visuell effekt som gör att väven upplevs som genomskinlig, transparent. För detta använde hon tvinnad ulltråd som hade bättre friktionsförmåga än andra garner. Tekniken lämpar sig mycket väl till draperier och gardiner, och till skillnad från bildvävarna var transparenstekniken främst avsedd som en praktisk funktion. Frida Hansen blev mycket uppmärksammad för tekniken, bland annat på Världsutställningen i Paris år 1900 där hennes vävar och draperier blev mycket populära. DNB fick guldmedalj för sin kollektion och Hansen fick guldmedalj för sitt konstnärliga deltagande.

## Senare karriär

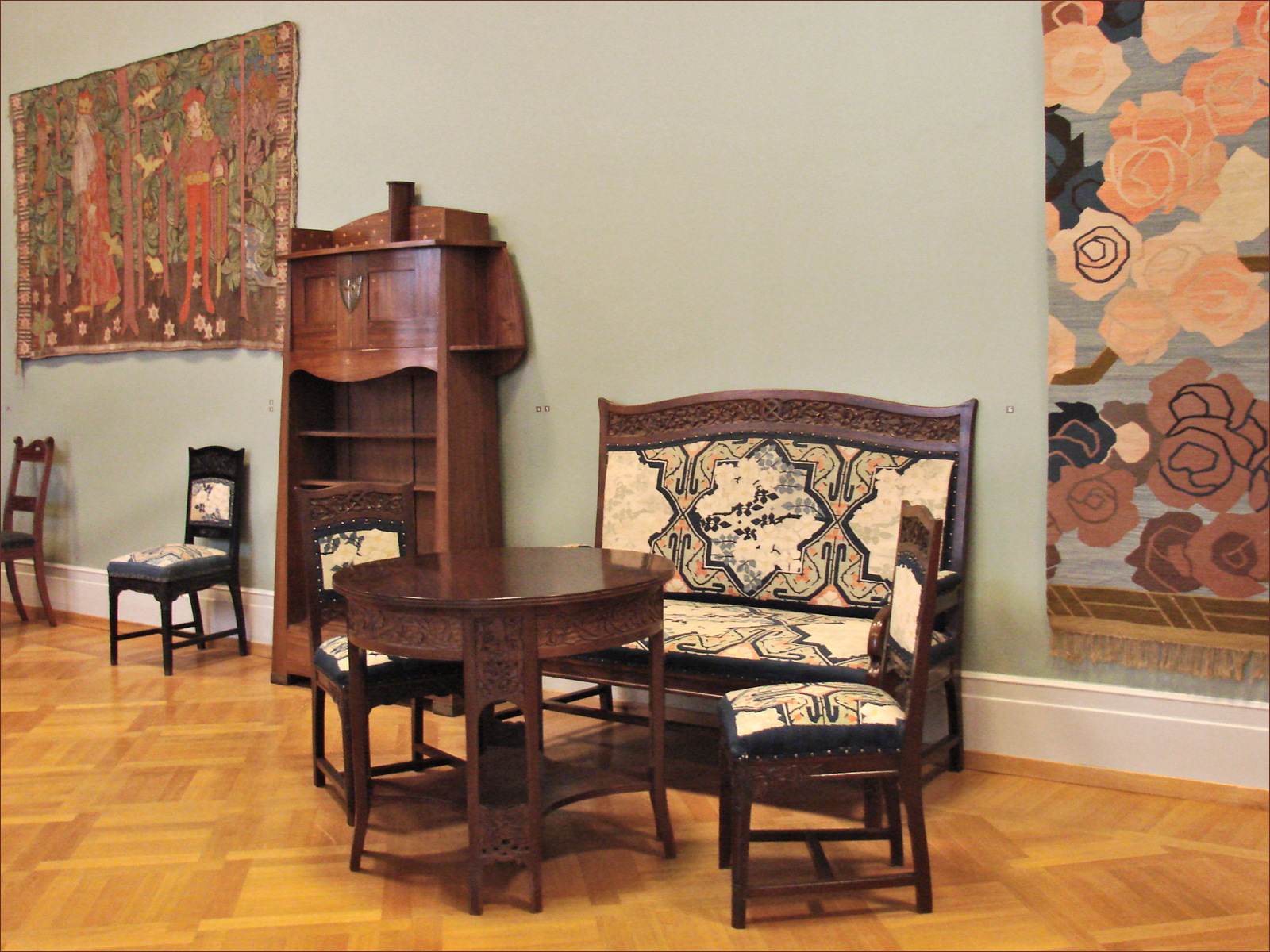
Skandinavisk art noveau presenterad på Kunstindustrimuseet i Oslo, med en bildväv av Hansen till höger i bild.

År 1904 byggde Frida Hansen ett ståtlig hus med egen studio i Bestum, Oslo och återigen anlade hon en trädgård. Blommor och naturen var hela tiden en viktig inspirationskälla. 1905 skapade hon bildväven Semper Vadentes som föreställer fyra kvinnor som vandrar i ett landskap täckt av blommor och korsande stigar. Varje kvinna har ett attribut i dina händer: en påse, ett ljus, smycken och en bukett blommor. Längst ner i ramen som omger motivet finns ett fält med den latinska texten: "Semper Vadentes, Semper Agentes. Sempre e natura i vitam ad Aeternum. Domine", som ungefär betyder Alltid lidande. Aldrig vilande. Bort från vaggan, du i livet, in i evigheten. O Herre.". Frida Hansen uppgav själv att bildvävens tema var människans rastlösa vandring. Enligt Frida Hansens familj var det denna väv som hon satte främst i hela sin produktion, vilket kan bero på att när den 1906 visades på salongen i Paris så valdes hon in som Associess  av Société Nationale des Beaux-Arts vilket gav henne rätt att ställa ut på salongen utan föregående jury, ett konstnärligt erkännande få förunnat. Samma år upplöstes DNB.
Hansen deltog sedan både på den stora textilutställningen på Kunstindustrimuseet i Oslo 1913 och på Jubileumsutställningen året därpå med vävar och draperier, och blev då uppmärksammad för sin betydelse för den norska väverirenässansen, inte bara för de egna arbetena utan också för arbetat med alla elever vid hennes studio. 1915 erhöll hon Konungens förtjänstmedalj i guld.
De sista åren arbetade Hansen vidare med transparenstekniken, medan det blir färre stora bildvävar. Hennes sista arbete, som slutfördes av dottern Elisa, är Olavteppet (Olavväven) (1927–1931), som skapades för 900-årjubileet av Norges kristnande. Ursprungligen var väven ett uppdrag från ett amerikanskt museum, och sagomotivet var otypiskt för Hansen. Väven föreställer Olof den helige som knäböjer i mitten, omgiven av företrädare för stat och kyrka. I bakgrunden kan man se fjäll och Folgefonna, och i vänsterkanten syns drakhuvudet på ett vikingaskepp. Upptill finns återigen en invävd text, denna gång en vers från Johan Sebastian Welhavens dikt om St. Olav:
| ” | Hellig Olav stod ved fjord med sin hær Pinsefesten var for hånden Alskens løs og blomster artede seg der Fagert under Folgefonnen. | „ |

Utöver detta finns även texter på latin på sidorna av väven, som på svenska lyder: "Alltid styrande och alltid bedjande" och "Sankt Olav, kung av Norge."
Denna väv ville Hansen skulle tillfalla hemstaden Stavanger, och genom en insamling av staden 1934 kunde den köpas och doneras till katedralen.
Frida Hansen dog i Oslo 1931 och begravdes på Ullern kyrkogård.
När jugendstilen inte längre var populär på grund av modernismens genombrott blev Hansens vävar, motiv och färger passé. Det hjälpte inte heller att de flesta av hennes verk fanns utomlands och därmed var otillgängliga för den yngre generationen. Efter ett tag var Hansen och hennes insats för norska textilkonst mer eller mindre bortglömd. Först på 1970-talet lyftes Hansens livsgärning fram igen, främst tack vare konsthistoriker och före detta museichefen Anniken Thue. Genom hennes magisteruppsats och den stora vandringsutställningen Frida Hansen, europeeren i norsk vevkunst på Kunstindustrimuseet i Oslo, Vestlandske kunstindustrimuseum och Stavanger konstförening 1973 fick publiken återigen se Hansens arbete. Efter detta var det återigen relativt tyst om henne fram till 2015 när Stavanger kunstmuseum öppnade utställningen "Frida Hansen – art nouveau i full blomst".

## Verk
Frida Hansen byggde broar mellan den norska och europeiska textilkonsten. Naturen var en viktig inspirationskälla, och blommor representerade något speciellt för Frida. William Morris idéer om inspirationen från naturen, satt hon högt. Naturen var det centrala och Morris återgav den samvetsgrant genom abstraktion och förenkling. När Hansen abstraherade en blomma, ritade hon den rakt uppifrån eller från sidan, precis som Morris hade gjort före henne.
För Hansen var det särskilt viktigt att textilkonst inte skulle försöka vara vävda målningar, utan skulle finna ett eget uttryck. Flera gånger anklagades hon för att hon inte gav tillräckligt stort uttryck för norsk konst och kultur. Detta var en tidpunkt med nationalromantik och kring sekelskiftet var det många som försökte lokalisera den typiskt norska konsten och kulturen. Men Frida Hansen svarade på kritiken genom att fokusera ännu mer på  konstens internationella kvaliteter, och refererade ofta till Morris.
Ett av Hansens arbeten hänger på slottet i Oslo. Det är två riksgobelänger ritade av Gerhard Munthe, men vävda av Hansen. Munthe menade att Hansen var den bäst lämpade i hela landet. Motivet, som är hämtat från sagan om Sigurd Jorsalafarare, ritades först på kartong för att sedan överföras till vävstolen. Ofta bestod en ateljé av många människor med olika uppgifter. En person som färgade garn och arrangerade kartongen, en som överförde motivet till vävstolen och en som vävde, men Hansen gjorde allt själv. Hon skapade vanligtvis kartonger i fullstorlek, färgade garn och skötte överföringen.
Flera av Frida Hansens bilvävar som man känner till är idag försvunna.